# Xanthocampoplex kumatai
Xanthocampoplex kumatai là một loài tò vò trong họ Ichneumonidae.